# 伊卡斯特吉耶塔
伊卡斯特吉耶塔（西班牙語：Icazteguieta）是西班牙巴斯克自治区吉普斯夸省的一个市镇。总面积2平方公里，总人口377人（2001年），人口密度189人/平方公里。